# جان رجیس (ورزشکار)
جان رجیس (انگلیسی: John Regis؛ زادهٔ ۱۳ اکتبر ۱۹۶۶) دونده اهل بریتانیا است.
از فیلم‌ها یا برنامه‌های تلویزیونی که وی در آن نقش داشته‌است می‌توان به تمساح ۲: جهش اشاره کرد.